# Bagaż życia
Bagaż życia (org. Left Luggage) – film z 1998 w reżyserii Jeroen Krabbé.

## Obsada
- Laura Fraser jako Chaja Silberschmidt
- Adam Monty jako Simcha Kalman
- Isabella Rossellini jako pani Kalman
- Jeroen Krabbé jako pan Kalman
- Chaim Topol jako pan Apfelschnitt
- Marianne Sägebrecht jako pani Silberschmidt
- Maximilian Schell jako pan Silberschmidt
- David Bradley jako Concierge
- Heather Weeks jako Sofie
- Miriam Margolyes jako pani Goldman
- Lex Goudsmit jako pan Goldman